# Hemersbach
Hemersbach is een hoeve in het Nederlandse dorp Eckelrade, provincie Limburg. De hoeve is een rijksmonument.

## Geschiedenis
In een akte uit 1233 wordt ene Henricus de Hemesbagh genoemd: Theodoricus de Houffalise had tienden van hem gekocht en schonk die aan de abdij van Val Bénoit. Henricus zou - gezien zijn achternaam - gekoppeld kunnen worden aan de hof Hemersbach.
Het goed Hemersbach was een adellijk leen van de heerlijkheid Gronsveld. In de 17e eeuw werd Hemersbach het eigendom van het Hollandse echtpaar Van Vos-Van der Does. Hun dochter trouwde met Jean Baptiste graaf de Pontiac de Monbrison, een Franse generaal. Zij kregen vijf kinderen, waarvan een dochter begin 18e eeuw in het huwelijk trad met Conradus von Gramlich, een Oostenrijkse generaal-majoor. Via de familie Duysens kwam de hoeve terecht bij de familie Quaedvlieg.

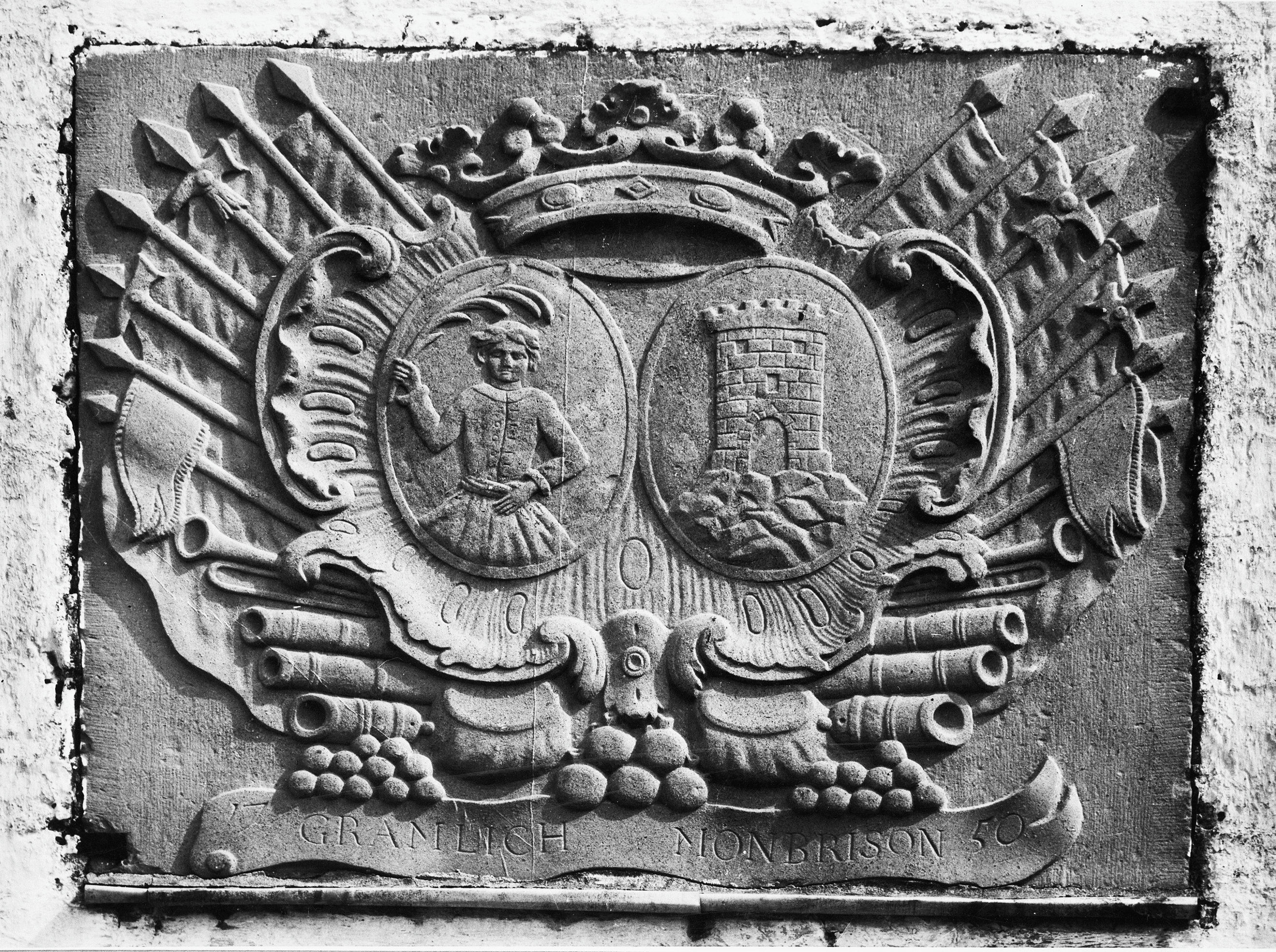
Gevelsteen uit 1750

## Beschrijving
De hoeve heeft een rechthoekige binnenplaats. De grotendeels bakstenen gebouwen zijn wit geverfd en worden door zadeldaken afgedekt.
Het woonhuis bestaat uit drie delen en is opgetrokken uit mergel en baksteen. Het oudste deel dateert uit de 17e eeuw. De gevelsteen toont het jaartal 1750 en het alliantiewapen van Gramlich-Monbrison.
Boven de poort van het boerderijgedeelte is een sluitsteen met het jaartal 1748 aangebracht.
Bij de kruising Trichterweg-Steenbergweg staat aansluitend op de tuinmuur de Kapel Hemersbach.